# Premiership 2008-2009 (Irlanda del Nord)
La Premiership 2008-2009 fu la 108ª edizione del massimo livello del campionato nordirlandese di calcio, la prima con la nuova formula.

## Squadre partecipanti
| Club             | Stadio                | Capacità | Città     |
| ---------------- | --------------------- | -------- | --------- |
| Ballymena United | The Showgrounds       | 8000     | Ballymena |
| Bangor FC        | Clandeboye Park       | 4000     | Bangor    |
| Cliftonville FC  | Solitude              | 8000     | Belfast   |
| Coleraine FC     | The Showgrounds       | 6500     | Coleraine |
| Crusaders FC     | Seaview               | 6500     | Belfast   |
| Distillery FC    | New Grosvenor Stadium | 8000     | Lisburn   |
| Dungannon Swifts | Stangmore Park        | 3000     | Dungannon |
| Glenavon FC      | Mourneview Park       | 5500     | Lurgan    |
| Glentoran        | The Oval              | 15250    | Belfast   |
| Institute FC     | YMCA Grounds          | 4000     | Drumahoe  |
| Linfield FC      | Windsor Park          | 20400    | Belfast   |
| Newry City       | The Showgrounds       | 6500     | Newry     |

## Classifica finale
| Pos. | Squadra            | G  | V  | N  | P  | GF | GS | Punti |
| ---- | ------------------ | -- | -- | -- | -- | -- | -- | ----- |
| 1    | Glentoran          | 38 | 24 | 9  | 5  | 63 | 36 | 81    |
| 2    | Linfield           | 38 | 24 | 8  | 6  | 69 | 28 | 80    |
| 3    | Crusaders          | 38 | 16 | 14 | 8  | 63 | 45 | 62    |
| 4    | Lisburn Distillery | 38 | 15 | 11 | 12 | 53 | 41 | 56    |
| 5    | Coleraine          | 38 | 15 | 6  | 17 | 46 | 51 | 51    |
| 6    | Cliftonville       | 38 | 12 | 14 | 12 | 52 | 48 | 50    |
| 7    | Institute          | 38 | 13 | 9  | 16 | 47 | 55 | 48    |
| 8    | Newry City         | 38 | 11 | 11 | 16 | 47 | 57 | 44    |
| 9    | Glenavon           | 38 | 11 | 8  | 19 | 49 | 63 | 41    |
| 10   | Ballymena United   | 38 | 11 | 8  | 19 | 39 | 57 | 41    |
| 11   | Bangor             | 38 | 9  | 9  | 20 | 42 | 67 | 36    |
| 12   | Dungannon Swifts   | 38 | 8  | 11 | 19 | 49 | 71 | 35    |

G = Partite giocate; V = Vittorie; N = Nulle/Pareggi; P = Perse; GF = Goal fatti; GS = Goal subiti; 

### Spareggio promozione/retrocessione
|         | Club             | Risultato | Club             |
| ------- | ---------------- | --------- | ---------------- |
| Andata  | Donegal Celtic   | 2-1       | Dungannon Swifts |
| Ritorno | Dungannon Swifts | 1-0       | Donegal Celtic   |